# Joël Bats

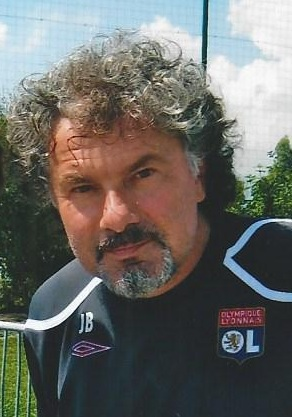
Joël Bats (2008)

Joël Bats (* 4. Januar 1957 in Mont-de-Marsan) ist ein ehemaliger französischer Fußballspieler. Er beendete seine aktive Karriere als Torhüter im Jahre 1992. Anschließend wurde er Trainer bei diversen französischen Vereinen.

## Spielerkarriere

### Verein
Joël Bats begann in seinem aquitanischen Geburtsort Mont-de-Marsan mit dem Fußballspiel, wo er zum ersten Mal aufgrund einer Verletzung des Stammtorhüters im Tor stand. Seinen ersten Profivertrag unterschrieb er beim FC Sochaux-Montbéliard, wo er seinen ersten Division-1-Einsatz im September 1976 im Alter von 19 Jahren feierte. Im Jahre 1980 wurde der Torhüter vom Aufsteiger AJ Auxerre engagiert. In fünf Saisons kam er dort 184 Mal zum Einsatz. Durch den sportlichen Fortschritt des Klubs konnte er erste Erfahrungen im Europapokal sammeln. Später kam er zu Paris Saint-Germain, wo er unter Gérard Houllier in seiner ersten Saison 1986 den französischen Meistertitel gewinnen konnte. Er blieb bis zu seinem Karriereende im Jahre 1992 der Stammtorhüter bei PSG.

#### Vereinsstationen als Spieler
- 1974–1980:  FC Sochaux
- 1980–1985:  AJ Auxerre
- 1985–1992:  Paris Saint-Germain

### Nationalmannschaft
Während seiner Zeit bei AJ Auxerre wurde Bats 1983 zum ersten Mal in die französische Fußballnationalmannschaft berufen; zuvor hatte er bereits in den Jugendnationalmannschaften gespielt. Seine ersten Einsätze bei Freundschaftsspielen ermöglichten ihm, bei der Europameisterschaft 1984 in Frankreich dabei zu sein. Bats war Stammtorhüter, spielte jedes Spiel mit und gewann mit seinem Teamkollegen Jean-Marc Ferreri zusammen den Titel. 1985 folgte der Gewinn des Artemio-Franchi-Pokals einem Spiel zwischen Europameister Frankreich und Copa-América-Gewinner Uruguay. Bats spielte auch bei der WM 1986, wo er mit Frankreich den dritten Platz erreichen konnte. Er machte besonders auf sich aufmerksam, als er im Viertelfinale gegen Brasilien in der zweiten Halbzeit einen Elfmeter von Zico und im späteren Elfmeterschießen zwei Elfmeter von Sócrates und Júlio César parierte. Im Halbfinale gegen Deutschland unterlief Bats jedoch ein verhängnisvoller Fehler: Andreas Brehme hatte in der 9. Spielminute einen Freistoß flach aufs französische Tor geschossen und der Ball rutschte unter Bats durch ins Tor. Frankreich konnte diese Führung nicht mehr einholen und verpasste den Finaleinzug.
Die Qualifikation zur Europameisterschaft 1988 in Deutschland wurde zum Desaster. Der Europameister gewann in acht Spielen nur einmal und verpasste als Tabellendritter hinter der Sowjetunion und der DDR die Teilnahme am Turnier.
Bats spielte von September 1983 bis November 1989 in der Nationalmannschaft und brachte es in dieser Zeit auf 50 Einsätze (17 davon in seiner Zeit bei Auxerre, 33 bei Paris Saint-Germain).

## Trainer
Joël Bats kam anschließend an seine aktive Karriere zum Trainerstab in Paris, wo er zunächst Assistent von Artur Jorge und später von Luis Fernández war. 1996 wurde er Trainer. Sein Assistent war ein anderer ehemaliger Pariser Spieler, Ricardo. In der ersten Saison unter Bats wurde PSG Zweiter der französischen Division und erreichte das Finale des Europapokals der Pokalsieger. Am Ende einer enttäuschenden Saison 1997/98 wurde das Duo Bats-Ricardo entlassen. Bats wurde Trainer bei LB Châteauroux in der zweiten Division, wo er aber nach nur einer Saison wieder gehen musste. Im Jahre 2000 wurde Bats unter der Leitung von Jacques Santini Torwarttrainer beim französischen Meister Olympique Lyon. Trotz der Trainerwechsel in Lyon behielt Bats diesen Posten, den er nach Santini auch unter Paul Le Guen und unter Gérard Houllier ausübte. Im November 2017 verkündete er nach 17 Jahren als Torwarttrainer von OL seinen Abschied und wechselte im Dezember 2017 zum kanadischen MLS-Klub Montreal Impact, wo er ebenfalls als Torwart-Trainer arbeitete.

### Vereinsstationen als Trainer
- 1992–1994:  Paris Saint-Germain (Torwarttrainer)
- 1994–1996:  Paris Saint-Germain (Assistenztrainer)
- 1996–1998:  Paris Saint-Germain
- 1998–1999:  LB Châteauroux
- 2000–2017:  Olympique Lyonnais (Torwarttrainer)
- 2018–2019:  Montréal Impact (Torwarttrainer)

## Erfolge

### Spieler
- Französischer Meister: 1986
- Dritter der Weltmeisterschaft: 1986
- Europameister: 1984
- Gewinner des Artemio-Franchi-Pokals: 1985
- 504 Einsätze in der Division 1, davon 66 für Sochaux, 184 für Auxerre und 254 für Paris; damit Rang 13 in der Liste der französischen Rekordspieler (Stand: April 2008)
- Platz 5 der Bestenliste französischer Torhüter von France Football (Oktober 2006)

### Trainer
- Finalist im Europapokal der Pokalsieger: 1997
- Coupe de la Ligue (französischer Ligapokal): 1998
- Coupe de France: 1998

## Anderes
Neben seiner sportlichen Tätigkeit hat Joël Bats ein Kinderlied mit dem Titel L'escargot (zu Deutsch: „Die Schnecke“) aufgenommen.